# Батак (община)
Батак (болг. Община Батак) — община в Болгарии. Входит в состав Пазарджикской области. Население составляет 7479 человек (на 21.07.05 г.). Площадь территории общины 677,2 км².
Административный центр общины в городе Батак. Кмет общины Батак — Петыр Крумов Паунов (Болгарская социалистическая партия (БСП)) по результатам выборов 2007 года.

## Состав общины
В состав общины входят следующие населённые пункты:
1. Батак
2. Нова-Махала
3. Фотиново